# La Unión Metalúrgica
La Unión Metalúrgica era un antic complex industrial del Poblenou de Barcelona. L'any 2004 fou enderrocat en bona part, conservant-se únicament el pavelló d'entrada, situat al xamfrà dels carrers Almogàvers i Pamplona i catalogat com a bé amb elements d'interès (categoria C). En aquests terrenys, actualment s'aixequen dos edificis d'oficines, un aparthotel, zones verdes i habitatges de protecció oficial.

## Història
Els seus orígens remunten al 1885, quan Dionís Bobín i Sirot inscrigué la patent d’una escombra-raspall per a netejar carrers. El 1898, la fàbrica es va instal·lar en un edifici projectat pel mestre d'obres Domènec Balet i Nadal al carrer de Vilanova (actualment Sancho de Àvila).
Gràcies a l’associació de cinc inversors, el 1903 la companyia es transformà en la societat anònima La Unión Metalúrgica, dedicada a la compra, venda i fosa de materials i objectes de ferro i altres metalls. Entre el 1899 i el 1906, l'empresa va ser denunciada perquè algunes de les construccions que va realitzar eren il·legals. Resolts aquests problemes, la fàbrica es va ampliar amb nous edificis entre 1909 i 1913, projectats per l'arquitecte Josep Plantada.
El 31 de desembre del 1936, amb motiu de la Guerra Civil, l'empresa es va constituir com a col·lectivitat obrera destinada a la indústria de guerra.

## Descripció
Aquest edifici, actualment aïllat, servia per donar pas a l'interior del recinte. Es tracta d'una construcció paral·lela al xamfrà, amb un senzill conjunt volumètric de dos plantes que a la part central s'eleva una planta més, tot rematat per un terrat pla transitable.
El parament es caracteritza per la utilització gairebé en exclusiva del maó vist, incorporant delicats elements ornamentals de pedra artificial a base de medallons i motius vegetals. La façana principal, encarada al xamfrà, està dividida en tres eixos verticals on al central hi ha una planta més d'alçada. A la planta baixa hi ha quatre finestres rectangulars situades als costats del portal d'accés a l'interior de la fàbrica. Aquest, amb un gran arc angulat, té el seu paral·lel a la façana posterior, i crea l'eix de simetria de la composició d'obertures, molt ponderada i ordenada. A la segona planta hi ha tres grans finestrals partits coronats per arcs escarsers. A la planta superior hi ha el tancament massís del terrat i a la part central una obertura rematada per un arc de mig punt i dividida per tres mainells. Tots aquests elements emfasitzen l'element destacat d'aquesta façana, situat sota el coronament ondulat d'aquesta part central. Es tracta d'un mosaic ceràmic amb el nom de l'empresa, en lletres verdes damunt de fons blanc. Com a element singular també es conserva un antic fanal metàl·lic que il·lumina la porta d'entrada.